# Sadowo (powiat sochaczewski)
Sadowo – wieś w Polsce położona w województwie mazowieckim, w powiecie sochaczewskim, w gminie Iłów. Ma status solectwa.
| SIMC    | Nazwa    | Rodzaj    |
| ------- | -------- | --------- |
| 0566546 | Ostrowce | część wsi |

W latach 1975–1998 miejscowość należała administracyjnie do województwa płockiego.